# Maurizio Fabrizio
Maurizio Fabrizio, né le 16 mars 1952 à Milan est un compositeur et interprète italien.
Il a écrit des chansons pour des artistes tels que Mia Martini, Patty Pravo, Mina, Ornella Vanoni, Mietta, Al Bano, Riccardo Fogli, Eros Ramazzotti, Antonello Venditti, Renato Zero, Angelo Branduardi, et Miguel Bosé. Par le nombre des chansons présentées, il arrive au cinquième rang au festival de Sanremo avec 33 titres, dont deux premières places pour Storie di tutti i giorni de Riccardo Fogli en 1982 et Sarà quel che sarà de Tiziana Rivale en 1983, et trois troisièmes places pour Strano il mio destino pour Giorgia en 1996, Sempre pour Lisa en 1998 et Schiavo d'amore pour Piero Mazzocchetti en 2007. Il est également auteur de comédies musicales et de musiques de films.

## Biographie
Né à Milan mais originaire des Abruzzes, il commence à l'âge de 11 ans seulement à étudier la musique au conservatoire Giuseppe Verdi de Milan, poursuivant une formation classique (composition, piano, percussions, hautbois et contrebasse) en même temps qu'il se passionne pour la batterie et la guitare.
En 1969 il se produit à la Scala et en 1970 il constitue avec son frère Salvatore dit « Poppi » le duo Maurizio & Fabrizio ; sous ce nom il participe à la Gondole d'argent (troisième place avec Come il vento en même temps qu'il obtient la seconde place comme auteur pour Malattia d'amore interprétée par Donatello) mais aussi au festival de San Remo (Andata e ritorno, écrit par Donato Renzetti-Luigi Albertelli, et en même temps comme auteur, avec le morceau Il dirigibile pour Antoine et Anna Identici).
Mettant fin à son expérience du groupe, à partir des années 1970, il connaît une intense activité comme arrangeur et auteur, notamment avec les textes du parolier Guido Morra et de Vincenzo Spampinato. Il collabore en particulier comme musicien et arrangeur à plusieurs albums d'Angelo Branduardi (La luna, en 1975, Alla fiera dell'est en 1976, La pulce d'acqua en 1977, Cogli la prima mela en 1979 et Concerto en 1980). En tant qu'auteur il écrit des textes pour Mia Martini (Per amarti, 1977 et Notturno, 1989, quatorze chansons au total) et Patty Pravo (Incontro, 1975). En 1978 il réalise un disque d'inspiration progressive intitulé Movimenti nel cielo, avec parmi les musiciens, Branduardi encore une fois. Aux sons néo-classiques mêlés d'une pointe de rock progressif, ce disque propose des sonorités élaborées.
Au cours des années 1980, ses chansons remportent par trois fois le festival de San Remo avec Storie di tutti i giorni, interprété par Riccardo Fogli, en 1982, Sarà quel che sarà, par Tiziana Rivale en 1983 et en 1986 Grande grande amore co-écrit avec Stefano D'Orazio, interprété par Lena Biolcati dans la catégorie Nouvelles propositions. Dans le même temps il compose également la musique du film Il buon soldato, réalisé par Franco Brusati (1982). Il continue également à accompagner Branduardi sur ses albums et dans ses tournées. On lui doit également Vai, Valentina pour Ornella Vanoni (1981), Bravi ragazzi pour Miguel Bosé (1982), Amore stella pour Donatella Rettore (présentée au Festival de San Remo en 1986), plusieurs chansons per Rossana Casale (Brividi, Destino et A che servono gli Dei), pour Viola Valentino, Riccardo Fogli, Eduardo De Crescenzo (L'odore del mare, 1987), Toquinho (Acquarello, 1983) et pour d'autres artistes brésiliens comme Simone e Chico Buarque. En 1989 Mia Martini présente au Festival di San Remo Almeno tu nell'universo, chanson co-écrite en 1972 par Maurizio Fabrizio et Bruno Lauzi. Dans les années 1980 il poursuit son activité de producteur et arrangeur, avec notamment Luna de Gianni Togni, et l'album Red Corner des Matia Bazar (1989).
Dans les années 1990 il écrit Niente pour Mietta (classée parmi les chansons de l'année 1990 et qui obtient cinq disques de platine), Bisognerebbe non pensare che a te pour Caterina Caselli (1990), I migliori anni della nostra vita pour Renato Zero (1995), È la mia vita pour Al Bano (1996), Strano il mio destino pour Giorgia (troisième place au Festival de San Remo 1996) e Sempre pour Lisa (troisième place au Festival de San Remo 1996). En plus d'être l'auteur de ses chansons, il est aussi le producteur des deux premiers albums de Lisa (Lisa et en 1999 L'essenziale) qui se vendent très bien en France et en Espagne.
À partir de 2000 il est l'auteur de deux comédies musicales : Il grande campione interprété par Massimo Ranieri en 2000 et Rodolfo Valentino interprété par Raffaele Paganini en 2002. Il écrit en outre Tutti gli zeri del mondo pour le duo de Renato Zero et Mina (2000), Alla luce del sole pour Josh Groban (produit par David Foster en 2003, vendu à 6 millions d'exemplaires dans le monde), Che fantastica storia è la vita avec Antonello Venditti (2003), Un'emozione per sempre pour Eros Ramazzotti (2003) et Che mistero è l'amore pour Nicky Nicolai (récompensée dans la catégorie « groupes » au Festival de San Remo en 2005). Il se consacre également à la promotion de jeunes artistes comme Senit (2007) et Linda (pour qui il écrit le single Pasolini scrive à l'été 2008). En 2008 il a composé trois morceaux (Anima nell'anima, La libertà, Madre) sur des textes tirés de poésies Karol Wojtyla et enregistrés par Placido Domingo sur l'album Amore infinito.
En septembre 2011 il publie le CD Bella la vita en collaboration avec l'actrice Katia Astarita : certaines de ces chansons sont parmi les plus réussies de Maurizio Fabrizio, interprétées par l'auteur lui-même sur des arrangements minimalistes (guitare classique et piano, joués par Maurizio lui-même), avec la collaboration de Gigi Cappellotto à la basse et Lele Melotti et Alberto Serafini à la batterie. Sur l'album d'Angelo Branduardi, Il rovo e la rosa - Ballate d'amore e morte, paru en octobre 2013, Maurizio Fabrizio joue de la guitare classique et chante une strophe de Lord Baker. Un nouvel album est publié en octobre 2013 : L'arte dell'incontro, toujours en collaboration avec Katia Astarita. Cet album est de la même veine que Bella la vita. En février 2014 il participe à la tournée d'Angelo Branduardi comme guitariste. Le CD Camminando camminando in tre est l'enregistrement de cette tournée. En avril 2014, en prévision de la canonisation prévue de Jean-Paul II, Sony réédite Amore infinito.

## Discographie

### 45 tours
- 1970 - Come il vento/Neve (CBS, 5205) (sous le nom de Maurizio & Fabrizio)
- 1971 - Andata e ritorno/Marzo (CBS, 7045) (sous le nom de Maurizio & Fabrizio)
- 1975 - Azzurri orizzonti/Se non avessi Giulia (Come Il Vento, ZCVE 50421)
- 1976 - Candy/Piccola canzone (Come Il Vento, ZCVE 50424)
- 1976 - Mejico, Mejico/Wendy (MH, MH 32440) (produit en Argentine)
- 1979 - Grande re/Buon padre (Polydor, 2060 204)
- 1980 - Segui me/Quando parlo di me (Come Il Vento, CDE 10274)

### Albums
- 1975 - Azzurri orizzonti (Come Il Vento, ZSCV 55743)
- 1978 - Movimenti nel cielo (Polydor, 2448 075)
- 1978 - Movements in the sky (Musiza, 200 248) (produit en Allemagne)
- 1979 - Primo (Polydor, 2448 091)
- 1980 - Personaggi (Come Il Vento, CDE 20221)
- 2011 - Bella la vita (Edel Music)
- 2013 - L'arte dell'incontro

## Pour approfondir